# Olivier Sanou
Olivier Sanou (* 2. Juli 1975) ist ein ehemaliger burkinischer Leichtathlet.
Sanou begann seine Karriere als Hochspringer. In dieser Disziplin gewann er bei den Leichtathletik-Afrikameisterschaften 1996 in Yaoundé die Bronzemedaille. Dagegen schied er bei den Olympischen Spielen 1996 in der Qualifikation ohne gültigen Versuch aus.
Danach wechselte er zum Dreisprung. Bei den Leichtathletik-Afrikameisterschaften 1998 in Algier belegte er den dritten Platz. 2002 und 2004 wurde er dann Afrikameister im Dreisprung. Außerdem gewann er 2003 bei den Panafrikanischen Spielen in Abuja die Bronzemedaille. Bei den Olympischen Spielen 2004 in Athen schied er in der Qualifikation aus.
Olivier Sanou ist 1,85 m groß und hatte ein Wettkampfgewicht von 85 kg. Sein jüngerer Bruder Idrissa Sanou ist als Sprinter aktiv.

## Bestleistungen
- Hochsprung: 2,15 m, 3. September 1997, Antananarivo
- Weitsprung: 7,48 m, 23. März 2002, Dakar
- Dreisprung: 16,91 m, 6. August 2003, Castre